# Brian Price (canottiere)
Brian Price (Belleville, 19 febbraio 1976) è un canottiere canadese, vincitore della medaglia d'oro nell'8 con a Pechino 2008.

## Palmarès
- Olimpiadi

Pechino 2008: oro nell'8 con.
Londra 2012: argento nell'8 con.
- Campionati del mondo di canottaggio

2002 - Siviglia: oro nell'8 con.
2003 - Milano: oro nell'8 con e bronzo nel 2 con.
2006 - Eton: bronzo nel 2 con.
2007 - Monaco di Baviera: oro nell'8 con e bronzo nel 2 con.
2011 - Bled: bronzo nel 2 con e nell'8 con.